# Patinação inline de velocidade nos Jogos Mundiais de 2017
Patinação inline de velocidade nos Jogos Mundiais de 2017 Foi uma competição de Patinação em linha ou inline de velocidade integrante dos Jogos Mundiais de 2017 em  Wroclaw na Polônia. A modalidade se divide entre a praticada em pista e a praticada em estrada.

## Quadro de Medalhas
| Ordem | País          | Medalha de ouro | Medalha de prata | Medalha de bronze |    |
| ----- | ------------- | --------------- | ---------------- | ----------------- | -- |
| 1     | Colômbia      | 6               | 4                | 1                 | 11 |
| 2     | Bélgica       | 3               | 5                | 1                 | 9  |
| 3     | Alemanha      | 3               | 2                | 2                 | 7  |
| 4     | França        | 2               |                  | 3                 | 5  |
| 5     | Itália        | 1               | 2                | 1                 | 4  |
| 6     | Chile         | 1               |                  | 2                 | 3  |
| 6     | Espanha       | 1               |                  | 2                 | 3  |
| 8     | Argentina     | 1               |                  | 1                 | 2  |
| 9     | Taipé Chinesa |                 | 2                | 1                 | 3  |
| 10    | Coreia do Sul |                 | 1                | 1                 | 2  |
| 10    | Venezuela     |                 | 1                | 1                 | 2  |
| 12    | Suíça         |                 | 1                |                   | 1  |
| 13    | México        |                 |                  | 1                 | 1  |
| 13    | Nova Zelândia |                 |                  | 1                 | 1  |
| TOTAL | TOTAL         | 18              | 18               | 18                | 54 |

## Medalhistas - Pista

### Masculino
| Evento                      | Ouro                    | Prata                   | Bronze                 |
| --------------------------- | ----------------------- | ----------------------- | ---------------------- |
| 300m contra-relógio         | Simon Albrecht          | Andres Mauricio Jimenez | Gwendal Le Pivert      |
| 500m sprint                 | Simon Albrecht          | Jhoan Guzman            | Lucas Silva Santibanez |
| 1000m sprint                | Andres Mauricio Jimenez | Bart Swings             | Elton De Souza         |
| 10,000m pontos-eliminação   | Kuwada Ken              | Livio Wenger            | Milke Alejandro Paez   |
| 15,000m prova de eliminação | Elton De Souza          | Felix Rijnhen           | Peter Michael          |

### Feminino
| Evento                      | Ouro                 | Prata          | Bronze                     |
| --------------------------- | -------------------- | -------------- | -------------------------- |
| 300m contra-relógio         | Geiny Carmela Pajaro | An Yi-seul     | Sandrine Tas               |
| 500m sprint                 | Giulia Bonechi       | Fabriana Arias | Giulia Bongiorno           |
| 1000m sprint                | Sandrine Tas         | Fabriana Arias | Alejandra Traslavina Lopez |
| 10,000m pontos-eliminação   | Fabriana Arias       | Sandrine Tas   | Yang Ho-chen               |
| 15,000m prova de eliminação | Fabriana Arias       | Sandrine Tas   | Mareike Thum               |

## Medalhistas - Estrada

### Masculino
| Evento                      | Ouro              | Prata          | Bronze            |
| --------------------------- | ----------------- | -------------- | ----------------- |
| 200m contra-relógio         | Ioseba Fernandez  | Simon Albrecht | Gwendal Le Pivert |
| 500m sprint                 | Gwendal Le Pivert | Edwin Estrada  | Jhoan Guzman      |
| 10,000m prova de pontos     | Bart Swings       | Daniel Niero   | Patxi Peula       |
| 20,000m prova de eliminação | Bart Swings       | Daniel Niero   | Patxi Peula       |

### Feminino
| Evento                      | Ouro           | Prata         | Bronze           |
| --------------------------- | -------------- | ------------- | ---------------- |
| 300m contra-relógio         | Maria Moya     | Chen Ying-chu | An Yi-seul       |
| 500m sprint                 | Mareike Thum   | Chen Ying-chu | Rocío Berbel Alt |
| 10,000m prova de pontos     | Fabriana Arias | Sandrine Tas  | Johana Viveros   |
| 25,000m prova de eliminação | Johana Viveros | Sandrine Tas  | Mareike Thum     |